# Emzar Guelashvili
Emzar Guelashvili –en georgiano, ემზარ გელაშვილი; en ruso, Эмзар Гелашвили– es un deportista soviético de origen georgiano que compitió en ciclismo en la modalidad de pista. Ganó una medalla de bronce en el Campeonato Mundial de Ciclismo en Pista de 1982, en la prueba de velocidad individual.

## Medallero internacional
| Campeonato Mundial | Campeonato Mundial       | Campeonato Mundial | Campeonato Mundial       |
| Año                | Lugar                    | Medalla            | Competición              |
| ------------------ | ------------------------ | ------------------ | ------------------------ |
| 1982               | Leicester ( Reino Unido) | Medalla de bronce  | Velocidad individual (A) |